# 2002年度HITO流行音樂獎頒獎典禮
2002年度HITO流行音樂獎頒獎典禮於2003年1月14日舉行。

## 得獎名單

### Hito男歌手
- 周杰倫

### Hito女歌手
- 孫燕姿

### Hito女團體
- S.H.E

### Hito男團體
- Energy

### Hito樂團
- 信樂團

### Hito海外歌手
- 那英（中國）
- 莫文蔚（香港）
- 孫燕姿（新加坡）
- 梁靜茹（馬來西亞）

### Hito創作歌手
- 陶喆

### 票選最受歡迎新人
- 周渝民

### 票選最受歡迎男歌手
- 王力宏

### 票選最受歡迎女歌手
- 張惠妹

### Hito華語歌曲（不分先後）
- 《他一定很愛你》 阿杜
- 《I believe》 范逸臣
- 《戀上另一個人》 游鴻明
- 《愛的主打歌》 蕭亞軒
- 《熱帶雨林》 S.H.E
- 《分手快樂》 梁靜茹
- 《why》 王力宏
- 《我不愛》 孫燕姿
- 《狠角色》 張惠妹
- 《暗號》 周杰倫
- 《黑色柳丁》 陶喆

### Hito日亞歌曲
- 《Sweet Dream》 張娜拉
- 《櫻花翩翩》 宇多田
- 《旅途》 濱崎步

### Hito西洋歌曲獎
《Unbreakable》 Westlife 
《All Rise》 Blue 
《If Tomorrow Never Comes》 Ronan Keating

### Hito聽眾最愛獎
- 《分手快樂》 梁靜茹

### Hito女生最愛K歌獎
- 《分手快樂》 梁靜茹

### Hito男生最愛K歌獎
- 《回到過去》 周杰倫

### Hito進榜最多單曲歌手獎
- S.H.E

### Hito長壽歌曲獎
- 《回到過去》 周杰倫

### Hito蟬連冠軍最久單曲獎
- 《WHY》 王力宏

### Hito電視原聲帶獎
- 《MVP情人電視原聲帶》 5566

### Hito亞洲傳媒推薦專輯獎
- 《黑色柳丁》 陶喆

### Hito DJ最愛獎
- 《黑色柳丁》 陶喆

### Hito樂團霸主
- SONY MUSIC新力唱片

### Hito聲猛新人獎
- 許慧欣（聲猛女聲）
- 阿杜（聲猛男聲）
- 張智成（創作潛力）
- 吳建豪（舞台演繹）

## 外部連結
- （繁體中文）全球流行音樂金榜（页面存档备份，存于）